# الإسكندرية لتوزيع الكهرباء
شركة الإسكندرية لتوزيع الكهرباء هي شركة مساهمة حكومية تابعة للشركة القابضة لكهرباء مصر المملوكة لوزارة الكهرباء والطاقة المتجددة، أنشأت سنة 2001، وتعمل في مجال نقل وتوزيع الكهرباء داخل نطاق محافظة الإسكندرية.

## وصلات خارجية
- الموقع الرسمي للشركة.